# Communauté de communes des Castels
La communauté de communes des Castels est une ancienne communauté de communes française, située dans le département des Hautes-Pyrénées et la région Midi-Pyrénées.

## Historique
Le 1er janvier 2014 la communauté de communes des Castels a fusionné avec les communautés de communes du Val d'Adour, du Madiranais et 5 autres communes pour devenir communauté de communes du Val d'Adour et du Madiranais.

## Composition
Elle est composée des communes suivantes :
| Nom                | Code Insee | Gentilé        | Superficie (km2) | Population (dernière pop. légale) | Densité (hab./km2) |
| ------------------ | ---------- | -------------- | ---------------- | --------------------------------- | ------------------ |
| Lascazères (siège) | 65264      | Lascazériens   | 9,21             | 309 (2014)                        | 34                 |
| Hagedet            | 65215      | Hagedetais     | 2,21             | 45 (2014)                         | 20                 |
| Villefranque       | 65472      | Villefranquais | 3,17             | 86 (2014)                         | 27                 |

## Sources
- Le SPLAF (Site sur la Population et les Limites Administratives de la France)
- La base ASPIC